# Friedrich Oser

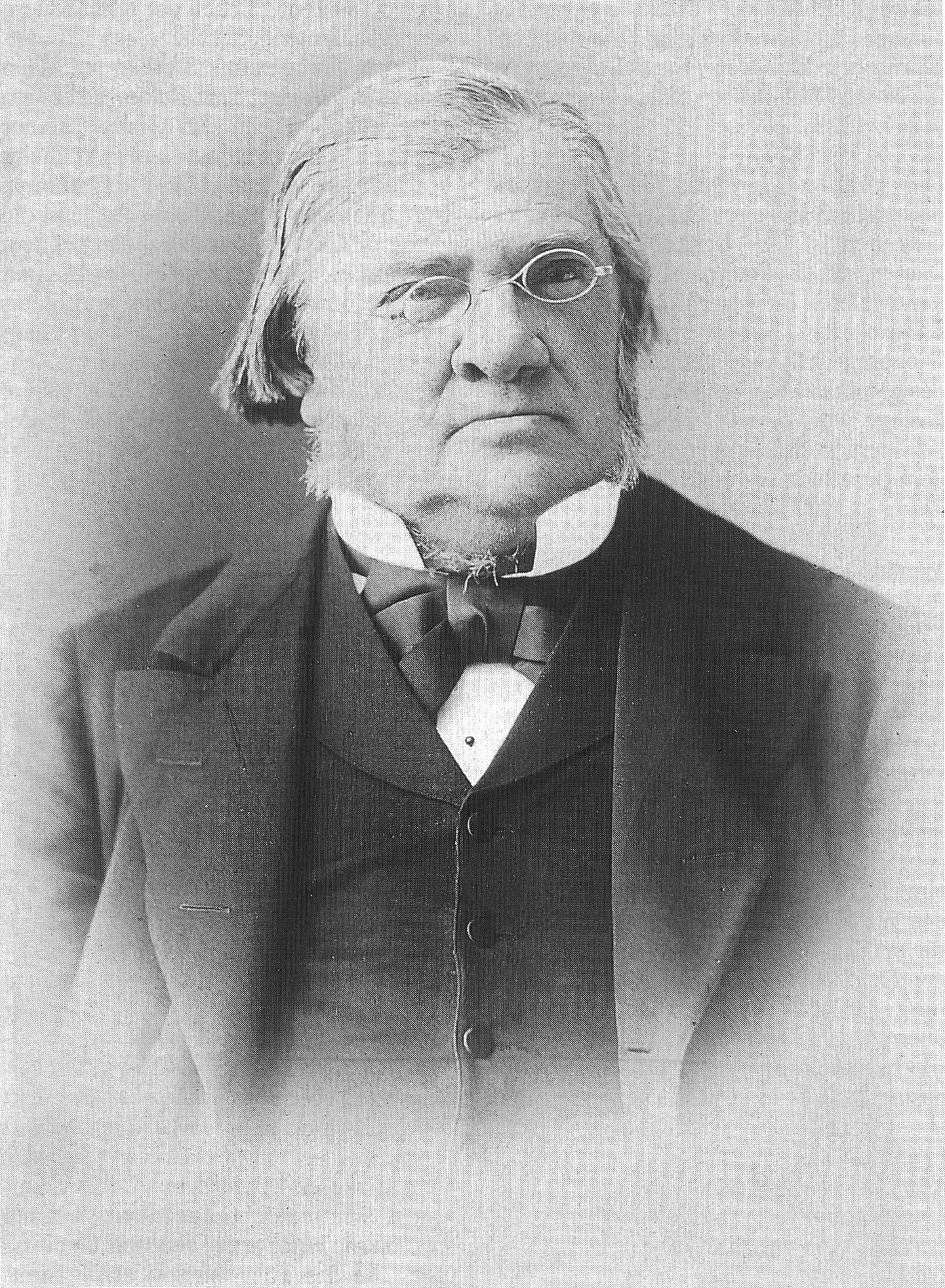
Friedrich Heinrich Oser

Friedrich Heinrich Oser (* 29. Februar 1820 in Basel; † 15. Dezember 1891 in Biel-Benken, Kanton Basel-Landschaft) war ein Schweizer Pfarrer und Dichter.

## Leben und Werk
Friedrich Oser, Sohn eines Basler Kaufmanns und Papierfabrikanten, studierte ab 1838 an der Universität Basel Theologie bei Karl Rudolf Hagenbach sowie Sprachen bei Wilhelm Wackernagel. Dieser förderte und beeinflusste ihn in seinem Dichterkreis. Oser war Mitglied des Schweizerischen Zofingervereins. Er wurde 1842 ordiniert und studierte anschliessend in Berlin weiter. Von dort aus besuchte er die Kunstsammlungen in Leipzig, Dresden, Nürnberg, München, Wien und Prag.
Oser kehrte 1843 in die Schweiz zurück und wirkte zwei Jahre als Vikar in Diegten. Danach war er 22 Jahre Pfarrer in Waldenburg, wo er regen Kontakt zum Baselbieter «Sängervater» Heinrich Grieder (1821–1913) pflegte, der in der Folge auch Osers Kreuz- und Trostlieder vertonte.
Oser heiratete 1846 Elisabeth, geborene Hauser, die 1857 verstarb. 1859 heiratete er Antonie, geborene Sterchi. Ab 1866 lebte er mit seiner Frau und den acht Kindern in Basel und war als Seelsorger in der Strafanstalt Schällemätteli tätig. Von 1884 bis 1891 wirkte er als Pfarrer in Biel-Benken. Zudem war er als Armenpfleger und in der Bezirks- und Gemeindeschulpflege tätig.

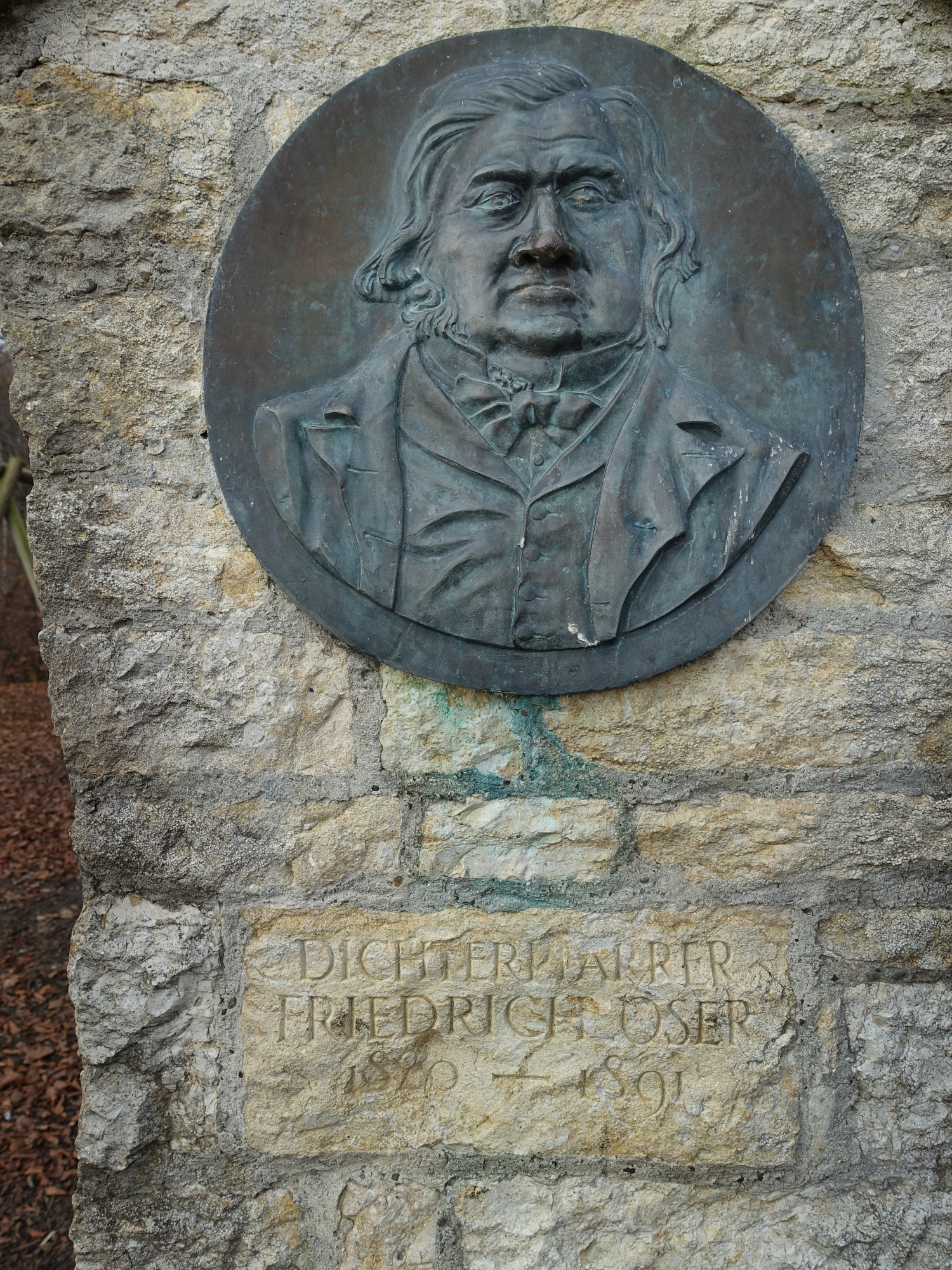
Gedenkstein (1919) Das weisse Kreuz im roten Feld am Waldrand von Biel-Benken (Detail)

Friedrich Oser wurde auf dem Gottesacker auf dem Kannenfeld, heute Kannenfeldpark, in Basel beerdigt. Als dieser 1932 aufgehoben wurde, kam sein Grabstein nach Biel-Benken. Osers Urenkel war Wilhelm Altwegg. Ein Musiklehrer aus Basel liess 1907 am Waldrand oberhalb des Dorfes Biel-Benken ein Denkmal für den Dichterpfarrer errichten. 1919 wurde die Reliefmedaille angefertigt. In Basel gibt es eine Friedrich-Oser-Alterssiedlung, in Biel-Benken eine Friedrich-Oser-Strasse.

## Oser als Dichter
Oser gilt als typischer Biedermeierdichter und verfasste als solcher keinerlei politischen Texte. Seine Lyrik orientiert sich am Stil und den Themen Friedrich Rückerts. Die Gedichte von Oser fanden rasch Eingang in die Schulgesangsbücher der Schweiz, und Joseph Victor Widmann bezeichnete Oser leicht ironisch als «basellandschaftlichen Dichterfürsten». Viele von Osers Gedichten wurden vertont und gehörten zum Allgemeingut der deutschsprachigen Gesangsvereine des 19. Jahrhunderts, u. a. die Liebes- und Naturlieder. Das bekannteste Werk wurde Das weisse Kreuz im roten Feld in der Vertonung von Karl Attenhofer. Im obligatorischen Lehrmittel Helvetia, Liederbuch für Schweizer Schulen von 1893 erschienen sechs Gedichte von Oser.
Zeuch an die Macht, du Arm des Herrn aus der 2. Auflage der Kreuz- und Trostlieder (Wiesbaden 1865) wird, ergänzt um eine Strophe von Herr! du bist Gott aus dem Liederbuch 1842-1874 (Basel 1875), noch heute als Kirchenlied gesungen (EG 377, mehrere Diözesan-Eigenteile des GL). 
Der Komponist, Organist und Hildesheimer Musikdirektor Philipp Tietz (* 1816) hat über 300 Lieder Osers vertont. Franz Wilhelm Abt, Eduard Tauwitz und Benedict Randhartinger schrieben immer wieder Kompositionen zu Gedichten von Oser. Auch Josef Pazdireck Gotthard (1839–1919), Gustav Flügel, Franz Commer, Valentin Eduard Becker, Gustav Graben-Hoffmann, Johann Jakob Nater, Hans Michel Schletterer, Carl Koßmaly (1812–1893), Kapellmeister in Stettin, und Adolf Müller junior (1839–1901), Kapellmeister in Wien, vertonten Werke von Oser. Sein Bekanntheitsgrad im Ausland bezeugt auch seine Ernennung zum Ehrenmitglied des deutschen Männergesangsvereins in Prag 1872.

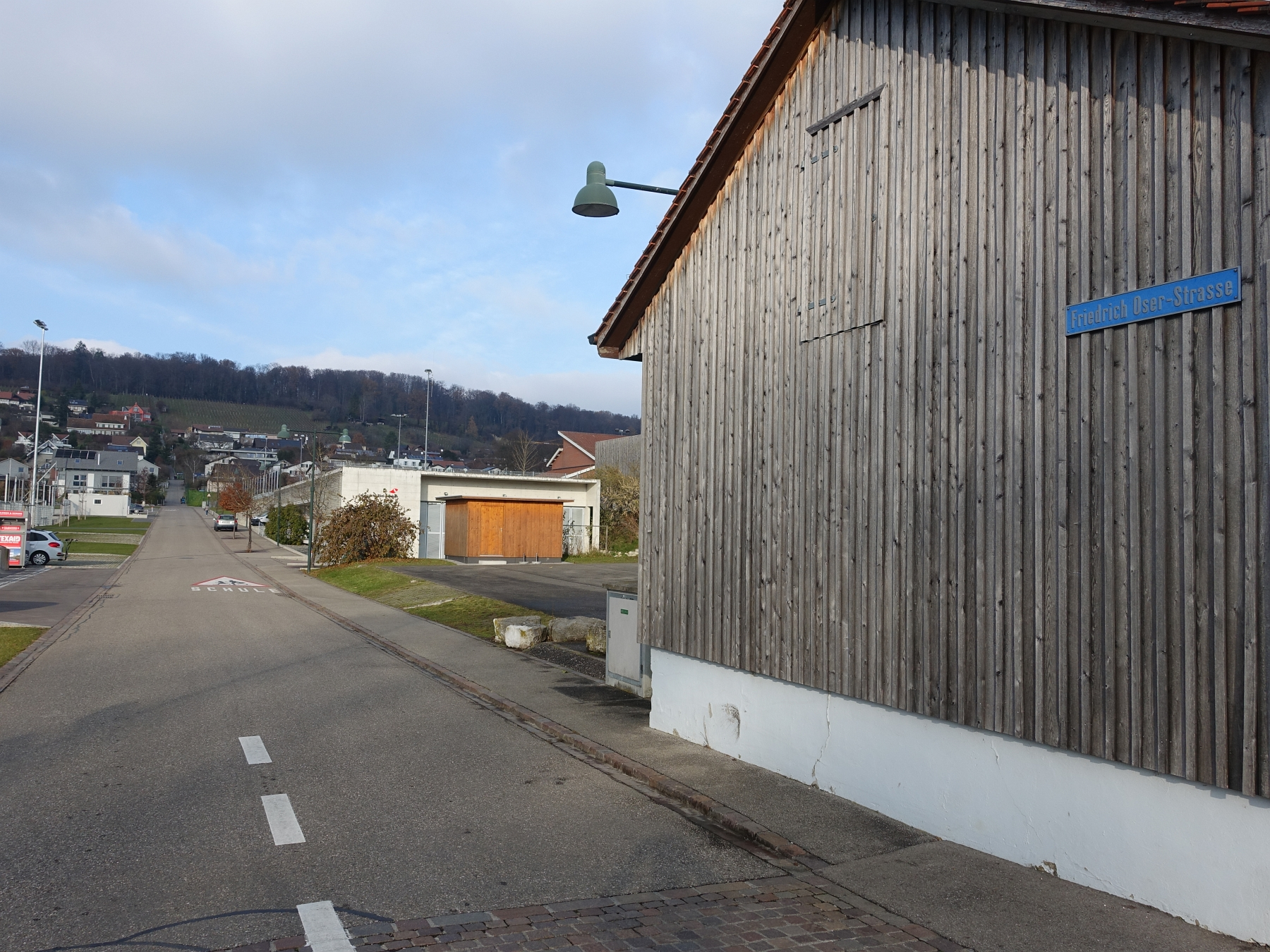
Friedrich-Oser-Strasse in Biel-Benken
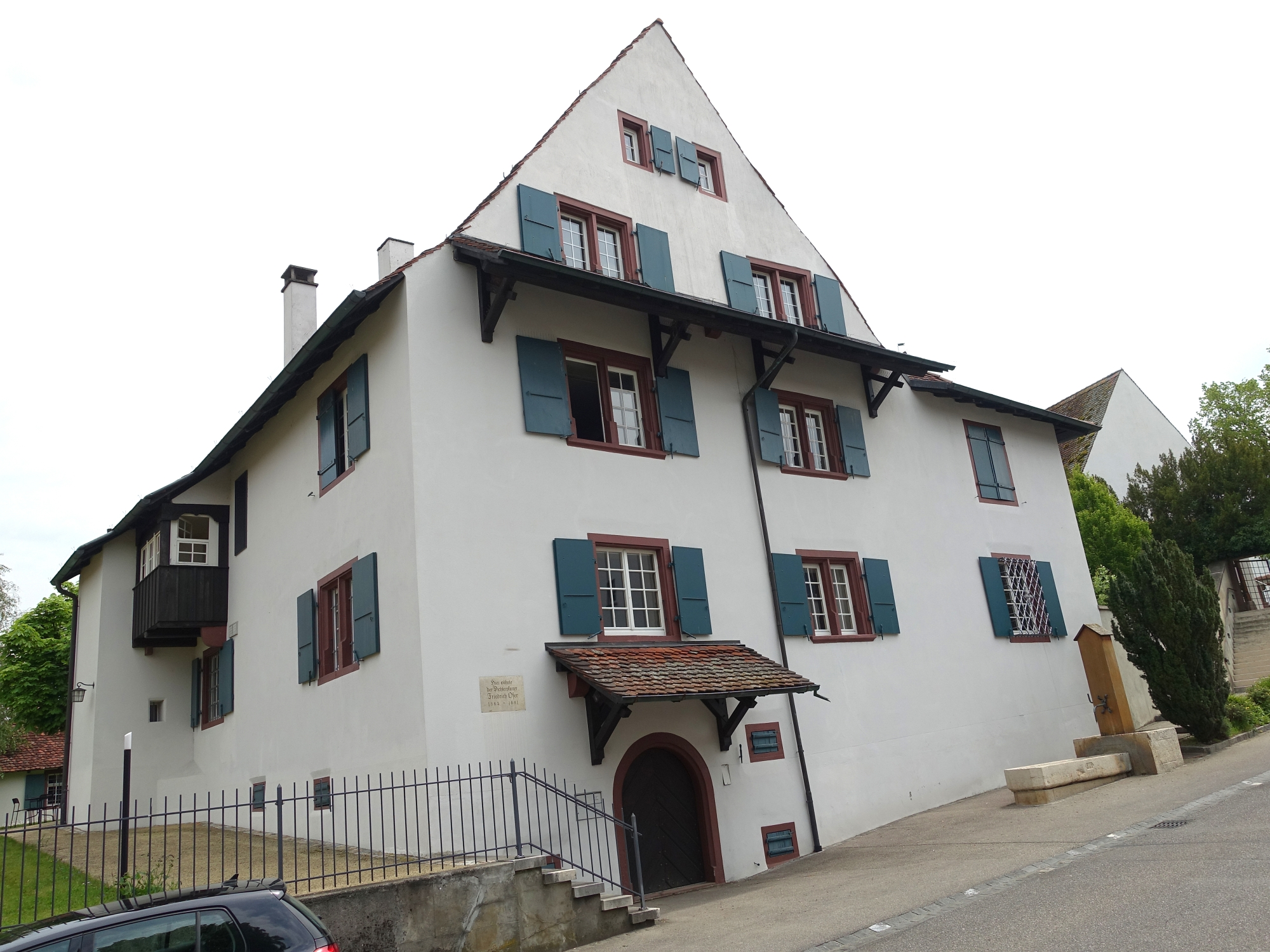
Wohnhaus von Friedrich Oser 1885–1891 an der Kirchhofstrasse 4 in Biel-Benken
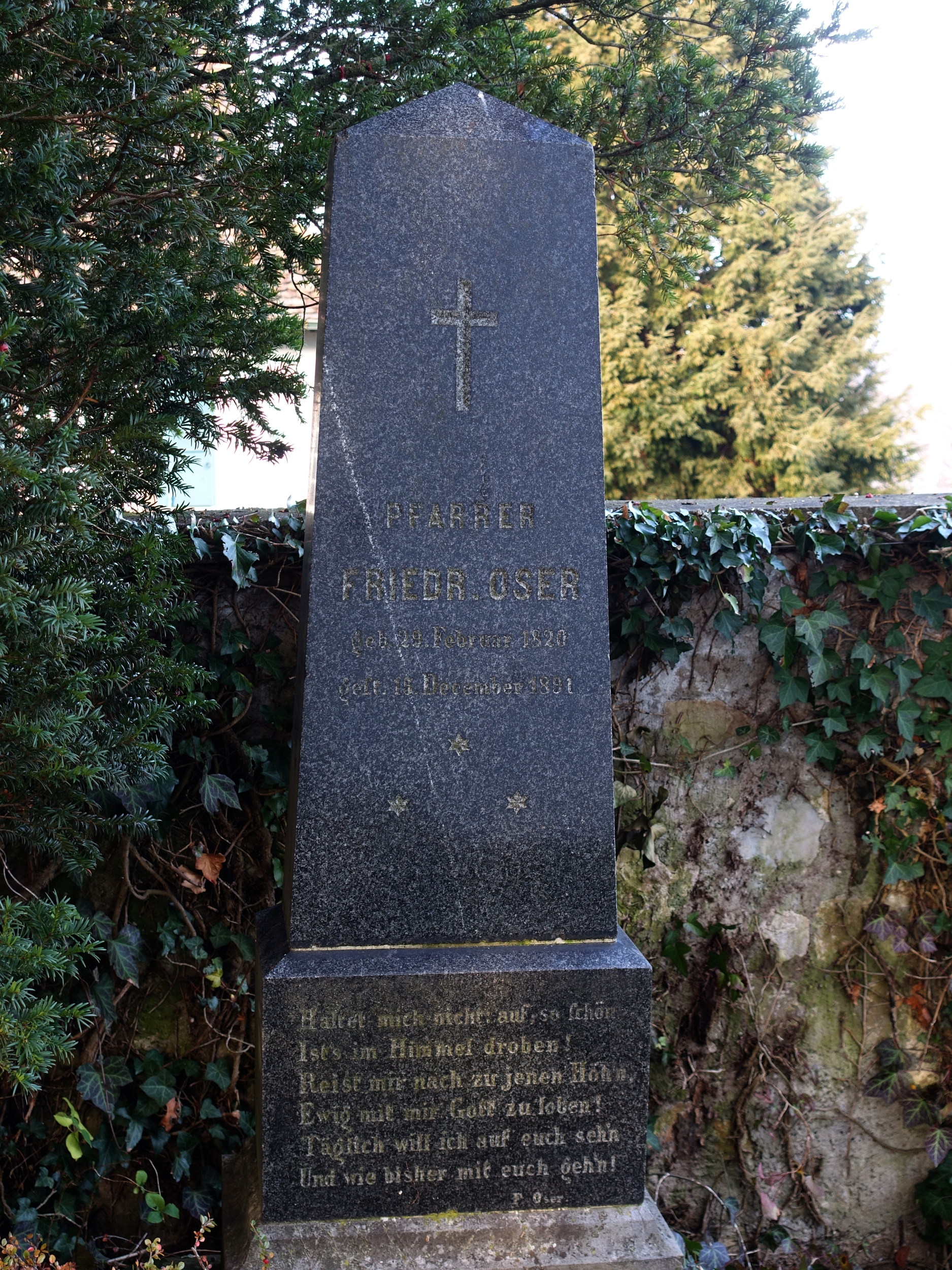
Grabstein von Friedrich Oser in Biel-Benken
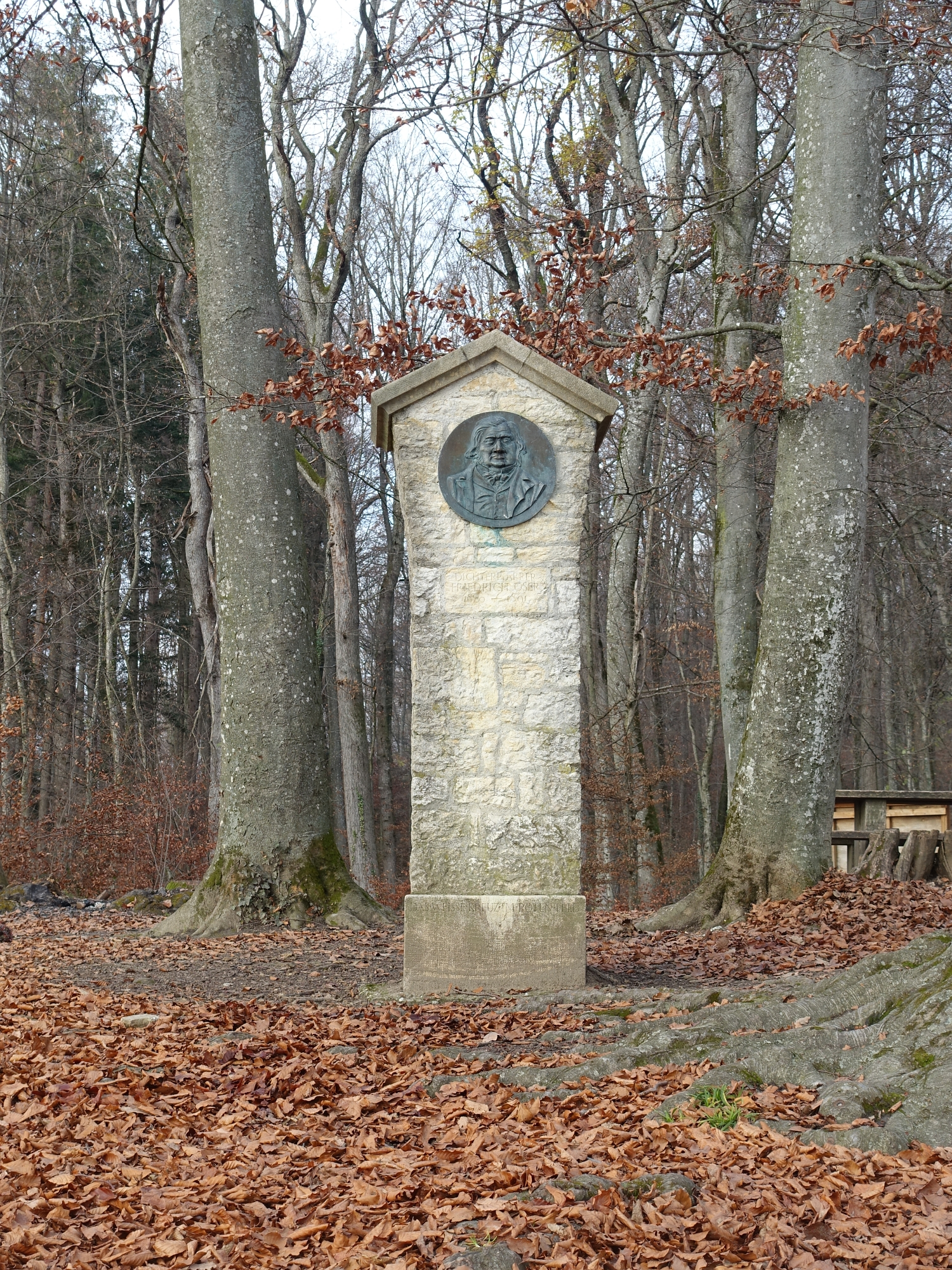
Gedenkstein (1919) Das weisse Kreuz im roten Feld am Waldrand von Biel-Benken
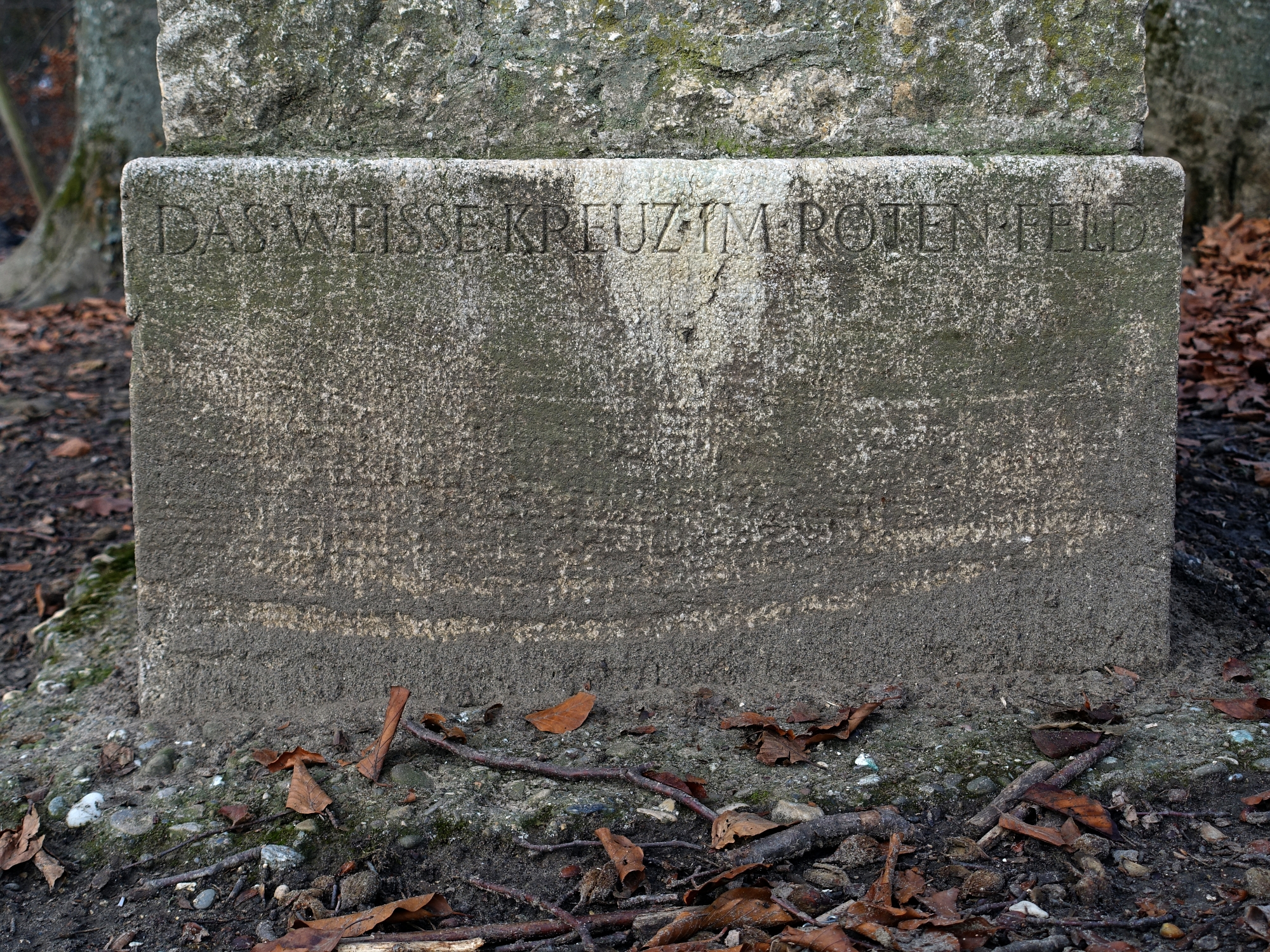
Gedenkstein (1919) Das weisse Kreuz im roten Feld (Detail)